# Cláudio Lembo
Cláudio Salvador Lembo (São Paulo, 12 de octubre de 1934-São Paulo, 19 de marzo de 2025) fue un abogado, profesor universiario y político brasileño. 

## Biografía
Fue gobernador del estado de São Paulo entre el 31 de marzo de 2006 y el 31 de diciembre de ese mismo año. Miembro de los Demócratas, siendo su presidente estatal.
Fue candidato al Senado Federal en 1978, siendo derrotado por Franco Montoro. En 1989 fue candidato a vicepresidente en la candidatura de Aureliano Chaves que no llegó al 1% de los votos. Mejor resultado tuvo en su candidatura como vicegobernador de São Paulo acompañando a Geraldo Alckmin en las elecciones de 2002. Tras la renuncia de Alckmin para concurrir a las elecciones presidenciales, Lembo ocupó el puesto de gobernador hasta concluir el mandato, el 1 de enero de 2007.

## Declaraciones
"Brasil es conservador, reaccionario. Las personas son de izquierda cuando están en la oposición. En el poder, son todos conservadores. Siempre fui conservador. Pero no burro. Veo lo que está ahí. Vivimos en un volcán social."
Cláudio Lembo